# Hontbesenyőd
Hontbesenyőd (1891-ig Pecsenyicz, szlovákul Pečenice) község Szlovákiában, a Nyitrai kerület Lévai járásában.

## Fekvése
Lévától 17 km-re, északkeletre fekszik.

## Története
A község területe már a történelem előtti időkben is lakott volt. Az újkőkorban a lengyeli kultúra, a bronzkorban a lausitzi kultúra népének települése állt itt.
1135-ben "Sceleus" néven említik először, a középkorban ugyanis Szőlős volt a neve. Ez is bizonyítja, hogy a faluban a szőlőművelésnek ősi hagyományai vannak. 1245-ben "Zeleus" alakban említik. A középkorban a sági prépostság birtokolta egészen 1560-ig. A 16. században a község török uralom alá került. A török kiűzése után a jezsuiták kapták meg, majd 1776-tól a besztercei káptalan birtoka lett. 1715-ben 20, 1720-ban 36 porta fizetett adót. 1828-ban 59 házában 356 lakos élt. Lakói mezőgazdasággal, szőlőtermesztéssel foglalkoztak, bora messze földön híres volt.
Vályi András szerint "PECSENICZ. Tót falu Hont Vármegyében, földes Ura a’ Besztertze Bányai Káptalanbéli Uraság, lakosai katolikusok, fekszik Baka Bányához 1 mértföldnyire, határjában szőlei tágasak, és jó borokat teremnek, Báton, és Selmetzen van módgyok a’ keresetre, fájok is van mind a’ kétféle, elsőosztálybéli."
Fényes Elek szerint "Pecsenicz, tót falu, Honth vmegyében, ut. p. Báthoz 1/4 mfd. 351 kath., 1 evang. lak. Kath. paroch. templom. Kastély. Hires bor. F. u. a beszterczei káptalan."
A trianoni békeszerződésig Hont vármegye Báti járásához tartozott. 1968-ban fűrésztelep létesült a községben.

## Népessége
| Év:            | 1994. | 2004.    | 2014.   | 2024.   |
| -------------- | ----- | -------- | ------- | ------- |
| Emberek száma: | 148   | 129      | 121     | 127     |
| Eltérés:       |       | -12,83 % | -6,20 % | +4,95 % |

| Év:            | 2023. | 2024.   |
| -------------- | ----- | ------- |
| Emberek száma: | 131   | 127     |
| Eltérés:       |       | -3,05 % |

1880-ban 332 lakosából 13 magyar és 311 szlovák anyanyelvű volt.
1890-ben 357 lakosából 9 magyar és 345 szlovák anyanyelvű volt.
1900-ban 347 lakosából 2 magyar és 341 szlovák anyanyelvű volt.
1910-ben 322 lakosából 22 magyar és 287 szlovák anyanyelvű volt.
1921-ben 334 lakosából 2 magyar és 332 csehszlovák volt.
1930-ban 370 akosából 344 csehszlovák volt.
1991-ben 163 lakosából 163 szlovák volt.
2001-ben 142 lakosából 141 szlovák volt.
2011-ben 125 lakosából 123 szlovák és 1 magyar volt.
2021-ben 127 lakosából 123 (+1) szlovák, 1 (+1) egyéb és 3 ismeretlen nemzetiségű volt.

## Nevezetességei
- Római katolikus temploma eredetileg a 13. században épült, a 14. században gótikus, a 18. században barokk stílusban építették át. A 20. század elején bővítették.
- Az egykori jezsuita kolostor 1693-ban létesült.
- Kastélya 1693-ban készült késő gótikus stílusban. Később barokk stílusban építették át. Egykor a jezsuitáké volt, majd magtár lett, később oktatásügyi célokra használták.
- A községben számos régi népi építésű ház található.

## Külső hivatkozások
- Községinfó
- Hontbesenyőd Szlovákia térképén[halott link]
- E-obce.sk